# Flugplatz Fehrbellin

i7
i11
i13

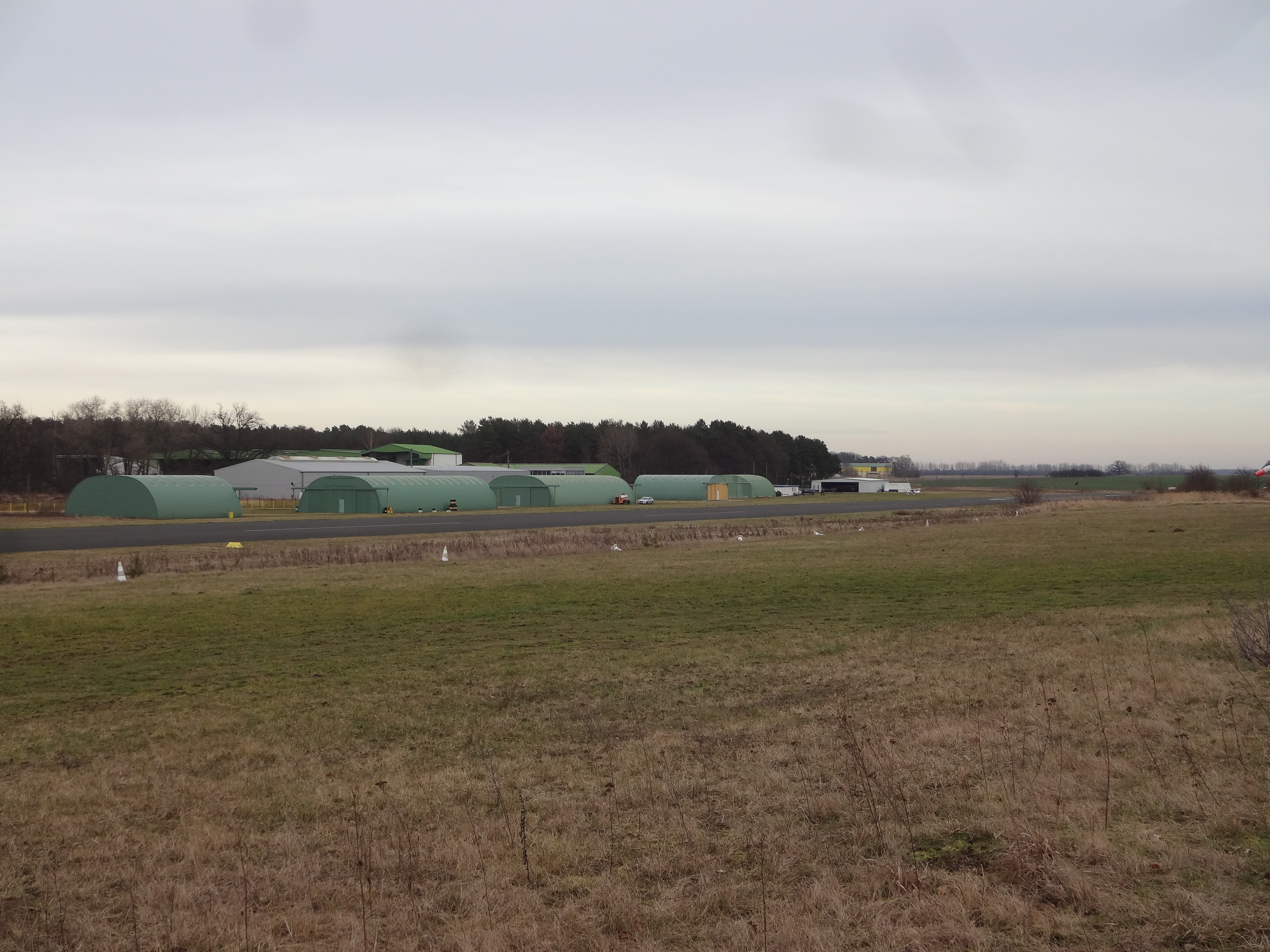
Hangars am Flugplatz Fehrbellin

Der Flugplatz Fehrbellin (ICAO-Code: EDBF) ist ein Verkehrslandeplatz in Fehrbellin im Land Brandenburg. Am Standort sind eine Fallschirmsprungschule, eine Ultraleichtflugschule sowie ein Gastronomiebetrieb ansässig.
Bis zum 31. Dezember 2017 hieß der Flugplatz Flugplatz Ruppiner Land. Nach der Übernahme durch einen privaten Investor erhielt er die Bezeichnung Flugplatz Fehrbellin.
Hauptgesellschafter der vorherigen Eigentümergesellschaft Flugplatz Ruppiner Land GmbH war mit 70 Prozent die Fontanestadt Neuruppin. Nach Auslaufen der Fördermittelbindung für den Landebahnausbau 2017 wurden die städtischen Anteile an einen privaten Investor veräußert.
Der Flugplatz liegt südlich der Gemeinde Fehrbellin, nach der er benannt ist.